# بییاچا
بییاچا (به لاتین: Biljača) یک منطقهٔ مسکونی در بوسنی و هرزگوین است که در Bratunac Municipality واقع شده‌است.